# Jacenty Dędek
Jacenty Dędek (ur. 2 lipca 1966 w Częstochowie) – polski fotograf niezależny, dokumentalista, fotoreporter.

## Życiorys
Jacenty Dędek w latach 90. XX wieku jako fotoreporter współpracował z redakcjami prasy lokalnej oraz ogólnopolskiej (m.in.) Życia Częstochowy, Dziennika Częstochowskiego 24 Godziny, Dziennika Zachodniego. Miejsce szczególne w jego twórczości zajmuje fotografia dokumentalna oraz fotografia portretowa. Jest autorem wielu fotografii poświęconych Wyżynie Krakowsko-Częstochowskiej, Sudetom a także Elblągowi, Malborkowi, Pszczynie, Cieszynowi, Krakowowi, Wieliczce oraz Słowacji, Brukseli, Bratysławie. Portretował także chasydów w Lelowie. Jest autorem fotografii poświęconych bałtyckiemu bursztynowi. Był wieloletnim współpracownikiem polskiej edycji magazynu National Geographic, dla którego przygotował kilkanaście autorskich reportaży. Publikował swoje prace (m.in.) w Dużym Formacie, Tygodniku Powszechnym, Polityce, Przekroju, Newsweeku, Wprost, Forbes, Przeglądzie, Focusie, Voyage, Podróżach, Wiedzy i Życiu, Kalejdoscope i wielu innych krajowych tygodnikach i dziennikach.
Jest autorem oraz współautorem wielu wystaw fotograficznych – indywidualnych i zbiorowych. Jest laureatem wielu konkursów fotograficznych poświęconych fotografii prasowej – (m.in) Polskiej Fotografii Prasowej 1998 za fotoreportaż Świat w zasięgu ręki, laureatem I oraz III edycji Jurajskiego Salonu Fotografii, jest podwójnym laureatem IV edycji konkursu Newsreportaż 2005 – tygodnika Newsweek (I miejsce w kategorii Życie codzienne za fotoreportaż Chorzy na Alzheimera i ich opiekunowie oraz wyróżnienie za cykl Auschwitz Birkenau – 60 lat później). Został wyróżniony przez Świdnicki Ośrodek Kultury w  konkursie Zestaw 2005 za serię fotografii z życia Ślązaków pod tytułem Pieruńsko fajne życie. Jest autorem wystawy Rodzina po śląsku eksponowanej w Bibliotece Śląskiej w Katowicach (2007), przygotowanej dzięki stypendium Marszałka Województwa Śląskiego.
Prace Jacentego Dędka znalazły się w wydawnictwach albumowych: Częstochowa dla każdego (1999), Wielka woda (1998), Ryszard Mamis. Daimonion (2000), Kalendarium Częstochowskie (2001), Tomasz Sętowski. Muzeum Wyobraźni (2003), Polska (2003 – wydanie specjalne magazynu National Geographic), Nowa Europa (2004 – wydanie specjalne magazynu National Geographic), Polska w obiektywie National Geographic (Wydawnictwo G+J, 2005), Prawdziwa Polska (Multico, 2010), Potęga wyobraźni (Graffiti, 2005), Niepodległość Sztuki, Wolność Artysty (Graffiti, 2019), portretprowincji.pl (2020). 
W 2022 otrzymał stypendium Ministra Kultury i Dziedzictwa Narodowego na realizację projektu 42-200/ tożsamość/ ludzie/ miejsca – poświęconego Częstochowie i jej mieszkańcom.

## Odznaczenia
- Medal Merentibus – Dla Czyniących Dobro (2002)[8][9]

## Stypendia
- Stypendium artystyczne Prezydenta Miasta Częstochowy (1998)
- Stypendium artystyczne Marszałka Województwa Śląskiego (2006)
- Stypendium artystyczne Ministra Kultury i Dziedzictwa Narodowego (2011)
- Stypendium artystyczne Ministra Kultury i Dziedzictwa Narodowego (2016)
- Stypendium artystyczne Ministra Kultury i Dziedzictwa Narodowego (2022)[10]

Źródło

## Nagrody
- Polska Fotografia Prasowa 1998 (III nagroda, Życie Codzienne)
- Newsreportaż 2005 – I nagroda w kategorii Życie Codzienne, wyróżnienie w kategorii Kultura
- BZ WBK Press Foto 2005 – II nagroda w kategorii Cywilizacja
- BZ WBK Press Foto 2008 – wyróżnienie
- Śląska Fotografia Prasowa 2008 – I nagroda
- Grand Press Photo 2015 – III nagroda w kategorii Życie Codzienne[12]
- Fotopolis.pl – Publikacja Fotograficzna Roku 2020 dla albumu „portretprowincji.pl”[13]

Źródło

## Albumy (książki)
- portretprowincji.pl ISBN: 978-83-915464-2-0 (Częstochowa 2020)[14][15][16][17]

## Wystawy indywidualne
- Dzieci Częstochowy – ROK (Częstochowa 1997)
- Poza szlakiem – ROK (Częstochowa 2001)
- Rodzina po śląsku – Biblioteka Śląska (Katowice 2007)
- Słowaccy Romowie – Galeria Wejściówka (Częstochowa 2010)
- portretprowincji.pl – Muzeum Częstochowskie 2019)[18]
- portretprowincji.pl – Galeria FF ŁDK,(Łódź, 2020)
- portetprowincji.pl – Galeria Miejsce Sztuki44 (Świnoujście 2020)
- portetprowincji.pl – Muzeum Narodowe w Gdańsku (wrzesień 2021 – styczeń 2022)
- portetprowincji.pl – Galeria Sztuki BWA (Olsztyn 2024)[19]

Źródło

## Wystawy zbiorowe
- Wystawa pokonkursowa Polska Fotografia Prasowa (1998)
- Świat w obiektywie National Geographic (2003)
- BZ WBK Press Foto (2005)
- Newsreportaż (2005)
- Potęga Wyobraźni – Miejska Galeria Sztuki w Częstochowie (2005)
- Wystawa fotografii National Geographic Ostatnie takie miejsca na ziemi (2006)
- Średniowieczny Kraków wychodzi spod ziemi (Kraków 2006)
- Fotografie z podróży: Między fascynacją, a komentarzem – Miejska Galeria Sztuki w Częstochowie (2008)
- BZ WBK Press Foto (2006)
- Śląska Fotografia Prasowa 2009 – Biblioteka Śląska (Katowice, 2009)
- 7 Triennale Sztuki Sacrum – Dom na fotografii, Miejska Galeria Sztuki w Częstochowie (2010)
- Grand Press Photo (2015)
- Made in Opawa – Muzeum Historii Katowic (2019)
- Korzenie/ Koreny – Galeria Bielska BWA (2019)
- OFF Bratislava, OD Dunaj (Bratysława, Słowacja 2019)
- Visegrad 30 Rokov Po Pade Berlinskeho Muru – Miesiąc Fotografii – Galéria Michalský Dvor (Bratysława, Słowacja 2019)
- Výstava Tři dekády – Uměleckoprůmyslové Muzeum v Praze (Praga, Czechy 2020)
- Po trzydziestce ITF – Muzeum Miejskie w Zabrzu (2021)
- Opawska szkoła fotografii – Galeria Sztuki Współczesnej w Opolu (2021)
- Instytut Twórczej Fotografii Uniwersytetu Śląskiego w Opawie. Trzy dekady – Galeria Sztuki Współczesnej BWA w Katowicach (2021)
- Z peryferii vol. II – Bałtycka Galeria Sztuki Współczesnej (Słupsk, Ustka 2022)

Źródło